# إغربين (زايدة)
إغربين هي إحدى مشيخات المملكة المغربية، تتبع جغرافيا لإقليم ميدلت وإداريًا لزايدة. يقدر عدد سكانها بـ 1357 نسمة حسب الإحصاء الرسمي للسكان والسكنى لسنة 2004.